# Salvatore Lazzaro
Salvatore Lazzaro (Bronte, 3 novembre 1971) è un attore italiano.

## Biografia
Attore e regista di teatro, cinema e televisione, nato a Bronte in provincia di Catania, si diploma  presso la Scuola di Teatro dell'Istituto Nazionale del Dramma Antico a Siracusa. Ha collaborato per un lungo periodo con Susan Strasberg partecipando, e assistendola, agli Stage in Italia.
Tra i suoi film, Nerolio (1996) e Iris (2000), entrambi diretti da Aurelio Grimaldi, Il vestito da sposa (2003), regia di Fiorella Infascelli, e Tre giorni d'anarchia (2004), regia di Vito Zagarrio.
In televisione ha partecipato tra l'altro alla soap opera di Rai 1, Sottocasa (2006), dove è protagonista nel ruolo di Mirko Zoia, e alle miniserie La moglie cinese (2006), diretta da Antonio Luigi Grimaldi, Il segreto di Arianna, regia di Gianni Lepre, e Il capo dei capi, regia di Enzo Monteleone e Alexis Sweet, in cui è protagonista nel ruolo di Bernardo Provenzano, queste ultime due del 2007.
Nel maggio del 2009 è andata in onda la fiction a firma di Ricky Tognazzi L'isola dei segreti - Korè, in cui Salvatore Lazzaro ha interpretato il ruolo di Cristiano Morgese. Ha preso parte al progetto Crimini 2, recitando nell'episodio Niente di personale, diretto da Ivano De Matteo, a fianco di Donatella Finocchiaro e Rolando Ravello, in cui interpreta un assessore comunale alle prese con la criminalità organizzata. Ha anche partecipato alla terza stagione della serie televisiva Squadra antimafia - Palermo oggi, nel ruolo di Rosario Manzella.

## Filmografia

### Attore

#### Cinema
- Storia di una capinera, regia di Franco Zeffirelli (1993)
- Nerolio, regia di Aurelio Grimaldi (1996)
- Around the world, regia di Fabrizio Mari (1998)
- Christie Malry's Own Double-Entry, regia di Paul Tickell (2000)
- Iris, regia di Aurelio Grimaldi (2000)
- Maestrale, regia di Sandro Cecca (2000)
- Alexandria, regia di Maria Ilioú (2001)
- Il mandolino del capitano Corelli, regia di John Madden (2001)
- Sotto il sole della Toscana, regia di Audrey Wells (2003)
- Il vestito da sposa, regia di Fiorella Infascelli (2003)
- Pagate Fratelli, regia di Salvatore Bonaffini (2013)
- Italy amore mio, regia di Ettore Pasculli (2013)
- Controra, regia di Rossella De Venuto (2013)
- Midway - Tra la vita e la morte, regia di John Real (2013)

#### Televisione
- La piovra 9 - Il patto, regia di Giacomo Battiato – miniserie TV (1998)
- The Roman Spring of Mrs. Stone, regia di Robert Allan Ackerman – film TV (2003) - Ruolo: Barber
- O la va o la spacca, regia di Francesco Massaro – miniserie TV (2004)
- E poi c'è Filippo, regia di Maurizio Ponzi – miniserie TV (2006)
- Distretto di Polizia – serie TV, episodio 6x04 (2006)
- La moglie cinese, regia di Antonello Grimaldi – miniserie TV (2006)
- Sottocasa, registi vari – soap opera (2006)
- Il segreto di Arianna, regia di Gianni Lepre – miniserie TV  (2007)
- Un posto al sole – soap opera (2007)
- Il capo dei capi, regia di Enzo Monteleone e Alexis Sweet – miniserie TV (2007)
- L'isola dei segreti - Korè, regia di Ricky Tognazzi – miniserie TV (2009)
- Intelligence - Servizi & segreti (2009), regia di Alexis Sweet – miniserie TV (2009)
- Crimini – serie TV, episodio 2x02 (2010)
- Squadra antimafia - Palermo oggi 3 – serie TV, 7 episodi (2011)
- Tienimi stretto, regia di Luca Fortino (2011)
- Baciamo le mani - Palermo New York 1958 – serie TV (2013)
- L'onore e il rispetto 4 – serie TV (2015)
- Boris Giuliano - Un poliziotto a Palermo, regia di Ricky Tognazzi – miniserie TV (2016)
- Squadra mobile 2 - Operazione mafia capitale – serie TV (2017)
- Non dirlo al mio capo – serie TV, episodio 2x10 (2018)
- Don Matteo – serie TV, episodio 11x18 (2018)

#### Cortometraggi
- Prima del buio, regia di Luca Fortino (2010)
- Il regalo di papà, regia di Daniele Russo (2019)

#### Web Series
- Freaks!, regia di Matteo Bruno e Claudio Di Biagio (2011)
- Freaks! 2, regia di Matteo Bruno e Claudio Di Biagio (2012)

### Regista
- Il Cane nero – cortometraggio (2018)
- AADIL – mediometraggio (2018)
- A Dancing Tale (2019)